# 1686 w sztukach plastycznych
Wydarzenia w sztukach plastycznych i wizualnych w 1686 roku.

## Malarstwo
- Andrzej Stech

Portret Friedricha Gottlieba Engelcke – olej na płótnie, 127x102 cm